# Chlorospatha mirabilis
Chlorospatha mirabilis är en kallaväxtart som först beskrevs av Maxwell Tylden Masters, och fick sitt nu gällande namn av Michael T. Madison. Chlorospatha mirabilis ingår i släktet Chlorospatha och familjen kallaväxter. Inga underarter finns listade.